# M88 Armored Recovery Vehicle
El M88 Armoured recovering Vehicle/M88ARV es un vehículo de recuperación producido en Estados Unidos por General Dynamics. Es el vehículo de recuperación del principal medio blindado del Ejército de los Estados Unidos, del Cuerpo de Marines de Estados Unidos, y de varios ejércitos que emplean al carro de combate M1A1 y M1A2. Recibe tres nombres de acuerdo a su generación: M88, M88A1 "Grizzly"  y M88A2 "Hércules" . Es un tanto lento, aunque es muy poderoso, está pesadamente blindado y es muy maniobrable, su tecnología comparte muchos elementos automotrices con los carros M48 y M60 de la serie Patton y con el M1A1 de la serie Abrams. Las características más notables del M88 incluye las del uso de un motor de combustible diésel, diferente del carro al que debe apoyar; la adopción de un sofisticado blindaje compuesto, y un novedoso sistema de grúa y uno de los mejores equipos a bordo para reparaciones en el sitio de combate.

## Descripción
El diseño, al estar basado en el casco del M60, no difiere en mucho al de un carro de combate, salvo al no tener en su dotación clase alguna de armamento excepto para los roles de defensa antiaérea y antipersonal, en donde se le ha equipado con las ametralladoras M2HB y la M249. Dispone para cubrir su retirada de dos juegos de lanzagranadas del calibre 81 mm., pudiendo solo disparar granadas de humo de ellos, aparte de que en las modificaciones israelí y turca se les ha adaptado de un mortero inclusive.

## Desarrollo
Originalmente manufacturado por la firma Bowen McLaughlin York (posteriormente BMY sería una división de defensa de Harsco Corporation) en el año de 1961, fue ideado como un vehículo de salvamento y extracción para el M48A1 y A2; luego en 1959; y con la presentación de su evolución el M60, se le adecuaría para servir también a este blindado. Siendo el año 1970, la compañía que era su productora inicial sería luego fusionada con FMC Corp. En 1977, y con la posible introducción del carro de combate más pesado, el M1 Abrams, se le harían las respectivas modificaciones para poder aceptar el mayor peso de dicho blindado, al adaptarse al diseño inicial la incorporación de un propulsor más poderoso; siendo su resultado el M88A1 "Grizzly", y en 1992 se hace la introducción de una modificación altamente extensiva: el "M88A2 Hércules", con la que se solucionan algunos problemas como la falta de una unidad de poder adicional, y se hace la inclusión de un armamento más capaz para una guerra urbana. En un proceso de participación y unificación de líneas de negocio, la FMC Corp es absorbida junto con otros contratistas de defensa norteamericanos más pequeños para así conformar a United Defense Industries en 1994, la cual a su vez sería adquirida por BAE Systems en el año 2005 para luego convertirse en BAE Land Systems and Armaments. En el mes de febrero del año 2008 esta firma se le concedería un contrato por US$185 millones para la modificación de los vehículos de la referencia de las existencias norteamericanas del ejército y llevarlos al estándar M88A2 de 90 unidades, cuatro de la Infantería de marina de Estados Unidos a su vez serían modificados al mismo nivel en el mismo contrato (M88A2) y a su vez se venderían las partes de repuesto para los mismos.

## Variantes

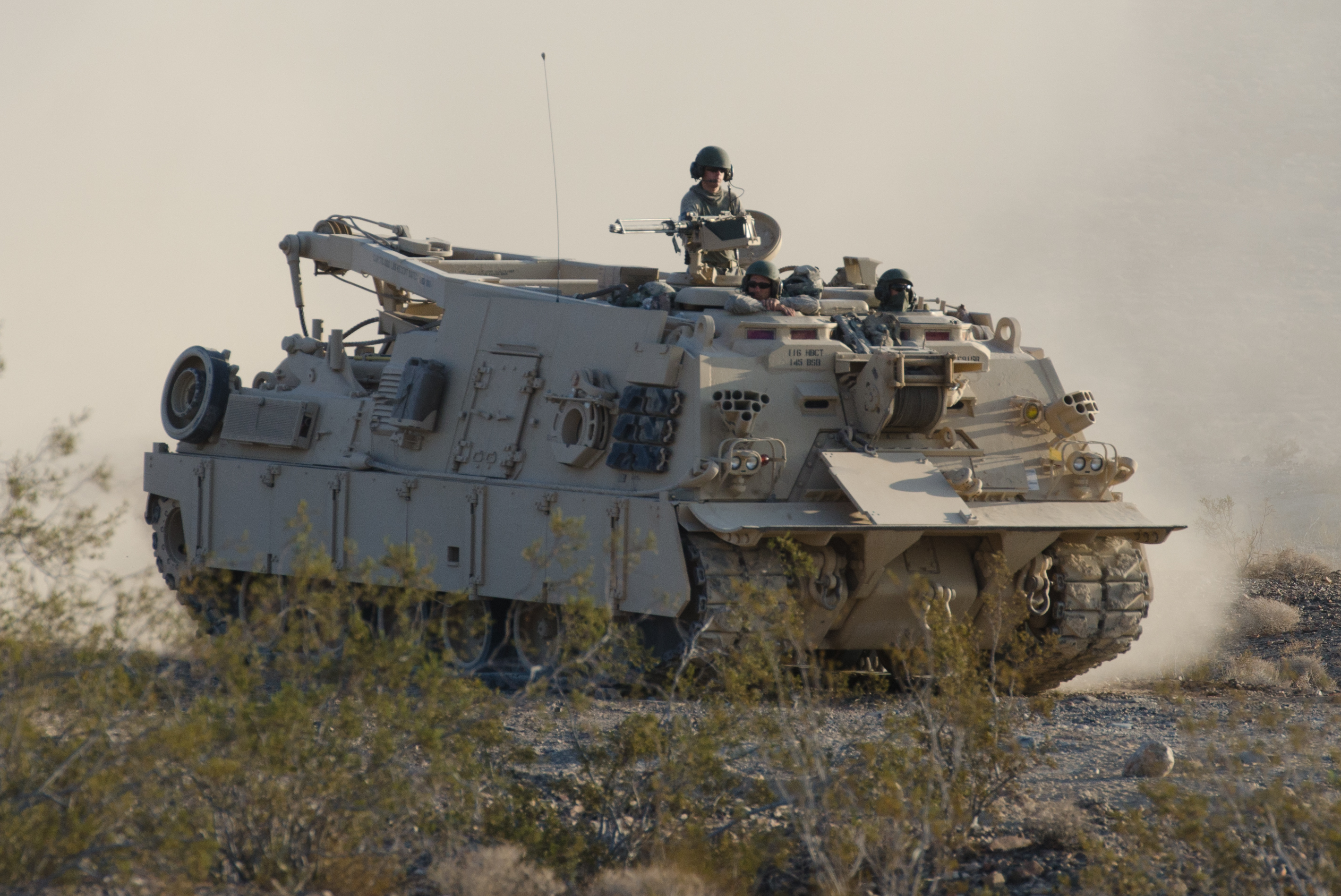
M88A2 Hercules en servicio para la Guardia Nacional

### M88
Variante original, monta todos los elementos de propulsión del M48A1 al cual va a servir, introducido al servicio en 1961.
No cuenta con elementos de protección ABQ; sólo cuenta con una ametralladora calibre 12,7 como arma principal y dos ametralladoras calibre 5,56 para defensa antiaérea y antipersona.

### M88A1 ("Grizzly")
Variante hecha sobre el casco de un M60A1, introducido al servicio en 1977. Dispone de una mejor motorización (un propulsor que le otorga hasta 750 hp), y un sistema de tiro mejorado; aparte de equipos de protección ABQ para la tripulación.

### M88A2 ("Hércules")
Versión altamente modificada del vehículo "M88", en la que se incorporan algunos elementos motrices (transmisión y caja de marchas) del M1A1, en donde se ajustan problemas en los sistemas de carga y defensa frente al ataque, al adaptársele varios bloques de blindaje añadido del M60A3 en uso por Israel.
Dispone de sistemas de defensa frente a blindados más actualizados, con un sistema de blindaje reactivo, tres armas para uso tanto interno como externo, y dos bloques de lanzagranadas de calibre 81 mm. Su fuerza tractora se incrementa de los 750 a los 1050 caballos de fuerza que le otorga un nuevo motor más potente (de los provenientes del AVDS-1490DR2 a los que le genera el AVDS-1490CR2, con capacidad policarburante).

## Usuarios
- Estados Unidos

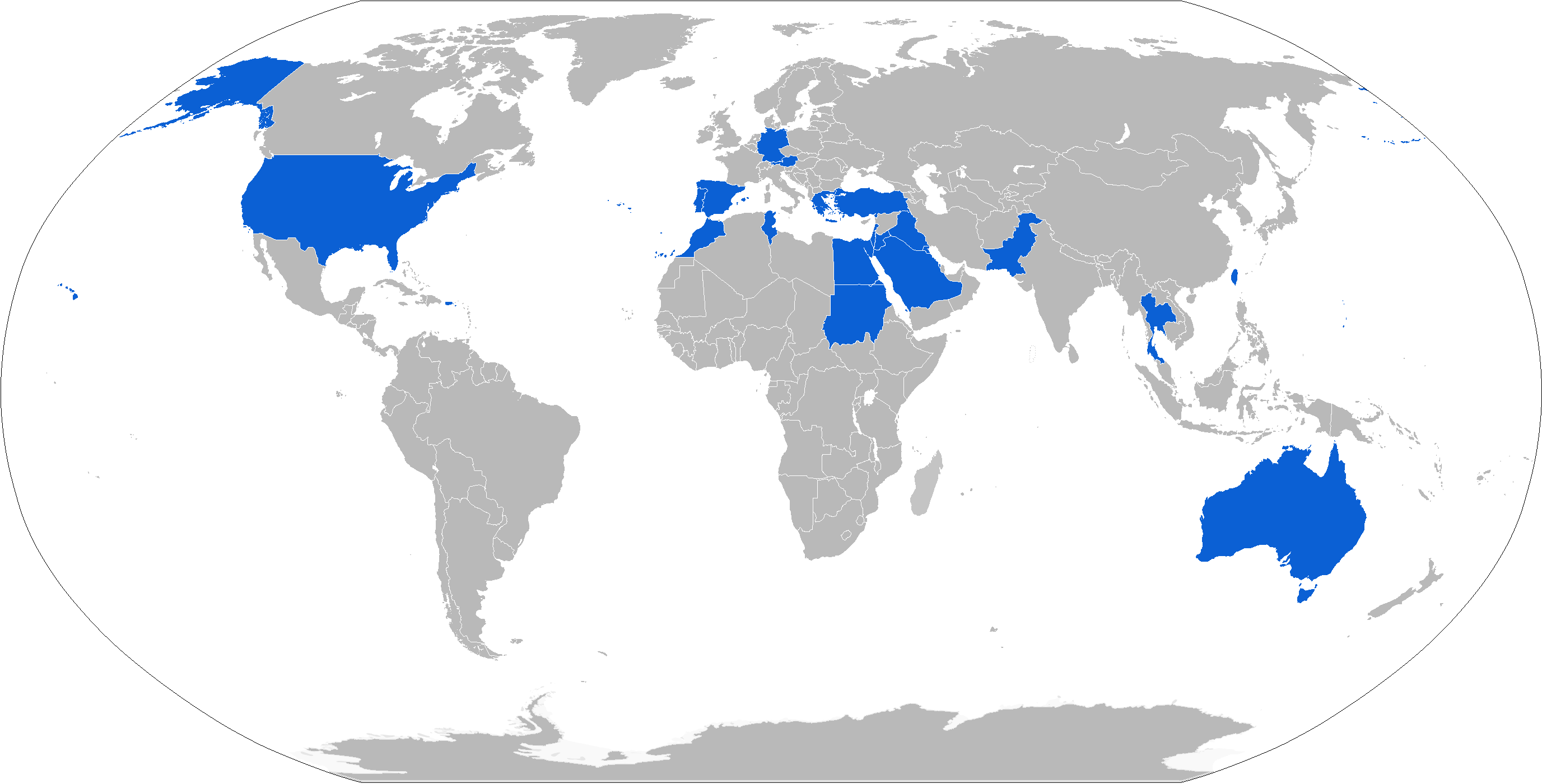
En azul, países operadores del M88.

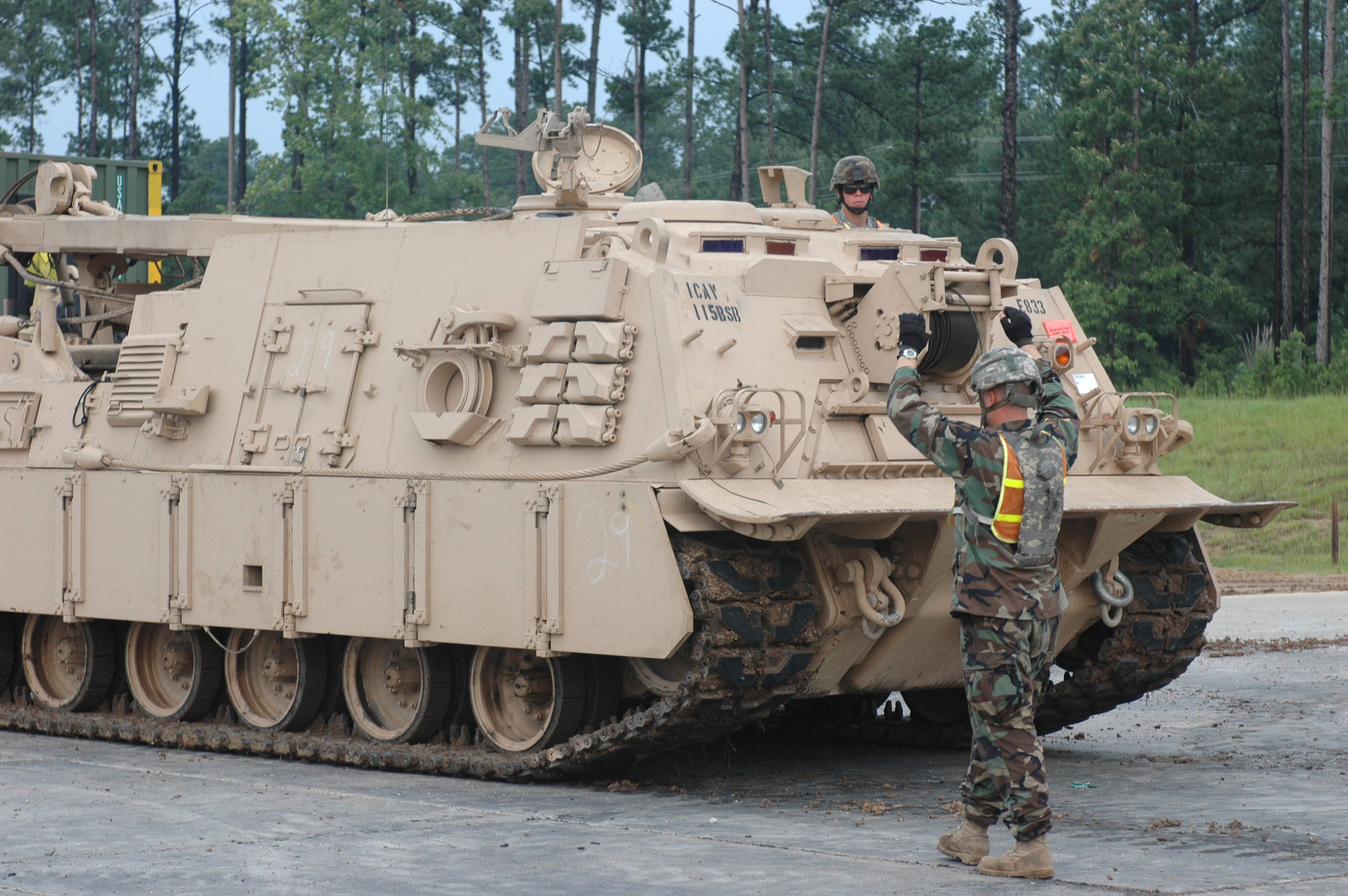
M88A2 Hercules, variante que incorpora los elementos de impulsión del M1 Abrams.

- Ejército de los Estados Unidos: Un total de 629 unidades de todas las variantes producidas han sido entregadas.
- Cuerpo de Marines de los Estados Unidos: Un total de 69 unidades de todas las variantes producidas han sido entregadas.

- Australia

Un total de 7 M88A2 en servicio con el Ejército Australiano.
- Austria

Un total de 35 M88A1 en servicio con el Ejército de Austria.
- Baréin

Un total de 4 M88A1 en servicio con el Real Ejército Bareiní.
- Alemania

Un total de 125 M88A1 (denominación local: Bergepanzer 1) en servicio con el Ejército alemán.
- Grecia

Un total de 26 M88A1 en servicio con el Ejército de Grecia.
- Egipto

221 M88A1, 87 M88A2 en servicio con el Ejército egipcio.
- Irak

Un total de 29 M88A2 ordenados para el nuevo Ejército de Irak.
- Israel

Un total de 25 M88A1 en servicio con el Ejército Israelí.
- Jordania

Un total de 30 M88A1 en servicio con el Real Ejército de Jordania.
- Kuwait

Un total de 14 M88A2 en servicio con el Ejército de Kuwait.
- Pakistán

Un total de 52 M88A1 en servicio con el Ejército de Pakistán.
- Portugal

Un total de 6 M88A1 en servicio con el Ejército Portugués.
- Arabia Saudita

Un total de 78 M88A1 en servicio con el Ejército de Arabia Saudí.
- España

Un total de 1 M88A1 en servicio con la Infantería de Marina de España.
- Sudán

Un total de 2 M88A1 en servicio con el Ejército Popular de Sudán.
- República de China

Un total de 37 M88A1 en servicio con el Ejército de la República de China.
- Tailandia

Un total de 22 M88A1 en servicio con el Real Ejército Tailandés.
- Túnez

Un total de 6 M88A1 en servicio con el Ejército de Túnez.

### Desarrollos relacionados
- Patton M48
/ Magach Mk.1, Mk.2, Mk.3 y Mk.4
- Patton M60
/ Magach Mk.6 y Mk.7
- / M60-T Sabra
- M1A1

### Artículos similares
- Bergepanzer Büffel
 Bergepanzer 2
- Nemera ARV
 Nakpadon
 Nagmashot
- BREM-84 Atlet
- BREM
 BREM-1
 BREM-80UD
- WZT-1
 WZT-2
 WZT-3
 WZT-4
- VIU-55 Munja